# Classis Cruciformium Emendata
Classis Cruciformium Emendata (abreviado Cl. Crucif. Emend.) es un libro con ilustraciones y descripciones botánicas que fue escrito por el médico, biólogo y botánico holandés Heinrich Johann Nepomuk von Crantz y publicado en Viena en el año 1769 con el nombre de Classis Cruciformium Emendata Cum Figuris Aeneis.